# Falafel
Falafelul este un preparat culinar popular din Orientul Mijlociu, constând în chiftele sau crochete realizate în principal din năut sau fasole fava măcinată, combinate cu condimente și ierburi aromatice. Acestea sunt prăjite în ulei încins, rezultând o textură crocantă la exterior și moale la interior.

## Ingrediente principale ale falafelului
- Năut sau fasole fava, hidratate și măcinate
- Ceapă
- Pătrunjel sau coriandru
- Usturoi
- Condimente precum chimion, coriandru, paprika și piper

Falafelul este adesea servit în lipii sau flatbread-uri, alături de legume proaspete (roșii, castraveți, salată verde), sosuri (tahini sau iaurt) și murături.
Este o mâncare versatilă și poate fi consumată ca fel principal, gustare sau parte a unui platou mai mare. Este, de asemenea, foarte apreciată în bucătăria vegană și vegetariană datorită conținutului ridicat de proteine din năut.